# Ostinato
Ostinato označuje v hudební terminologii stálé opakování melodického nebo rytmického motivu nebo fráze. Opakující se figura může být během skladby dále rozvíjena například změnou harmonie nebo tóniny.
Speciálním případem ostinata je riff. Jedná se o opakovanou posloupnost akordů, často hranou rytmickou sekcí nebo i samotným sólovým nástrojem, která tvoří základ nebo doprovod celé skladby. I když se riffy objevují nejčastěji v rocku, latině, funku a jazzu, také některé skladby vážné hudby jsou postaveny na jednoduchém riffu. Takovým příkladem může být známé Bolero Maurice Ravela. Riff může být velmi jednoduchá chytlavá rytmická figura hraná například tenorsaxofonem nebo se může jednat o složité na riffech založené variace, které jsou často ke slyšení v nahrávkách orchestru Counta Basieho.
V rockové hudbě tvoří riffy jednoduchou snadno zapamatovatelnou hudební frázi, na které bývá často postavena celá skladba. Příkladem mohou být například skladby „(I Can't Get No) Satisfaction“ od Rolling Stones, ve které je riffem opakující se syrová kytarová linka, nebo skladba „Iron Man“ od Black Sabbath, ve které jsou kytarovým riffem opakující se základní čtyři takty, a mnoho mnoho dalších. Mnozí rockoví hudebníci ztotožňují slovo riff s „hudebním nápadem“ celé skladby.